# Chajew
Chajew – wieś w Polsce położona w województwie łódzkim, w powiecie sieradzkim, w gminie Brąszewice.
W latach 1975–1998 miejscowość administracyjnie należała do województwa sieradzkiego.
3 września 1939 żołnierze Wehrmachtu zastrzelili Andrzeja Ziętka oraz podpalili gospodarstwo Józefa Janikowskiego. W płonących budynkach śmierć poniósł Izydor Leśnik.